# Vereslav Eingorn
Vereslav (Viatxeslav) Eingorn (Odessa, 23 de novembre de 1956) és un jugador d'escacs, entrenador i escriptor d'escacs ucraïnès, anteriorment soviètic, que té el títol de Gran Mestre des de 1986. Va formar part de l'equip ucraïnès que va guanyar la medalla d'or al Campionat del Món per equips de 2001.

## Resultats destacats en competició
Nascut en una família jueva d'Odessa, va guanyar dos cops el campionat d'escacs de la ciutat (1977 i 1979). Eingorn va participar en diversos campionats soviètics, on el seu millor resultat fou un tercer lloc, rere Andrei Sokolov i Konstantin Lerner a Lviv el 1984.
El 1986, va empatar al primer lloc amb Serguei Smagin i Joseph Gallagher al 2n Obert d'escacs de Cappelle-la-Grande. Va participar, representant Ucraïna, a les olimpíades d'escacs de 1992, 2000 (medalla de bronze) i 2002. El 1987 va participar en l'Interzonal de Zagreb, tot i que no va aconseguir-hi de classificar-se pels matxs de Candidats. Va prendre part al Campionat del món d'escacs de la FIDE 2002, però fou eliminat en primera ronda per Krishnan Sasikiran.
Altres victòries destacades en la seva carrera foren a Minsk 1983, Bor 1986 i Moscou 1986.

## Força de joc
Segons Chessmetrics, en el seu moment àlgid el maig de 1986, la força de joc d'Eingorn era l'equivalent a un Elo de 2713, i estaria classificat el número 12 del món. La seva millor performance fou a Minsk (Campionat Soviètic) el 1987, quan puntuà 10.5 sobre 17 possibles punts (62%) contra uns rivals amb 2679 punts de mitjana, per una performance de 2745.

## Entrenador
Eingorn va entrenar l'equip femení d'Ucraïna que va guanyar la medalla d'or a l'Olimpíada d'escacs de 2006.
El 2007 va obtenir el títol de FIDE Senior Trainer, el màxim títol d'entrenador internacional.

## Partides notables
- Vereslav Eingorn vs Yaacov Zilberman, Oberwart op 1994, Wade Defense: General (A41), 1-0
- Vereslav Eingorn vs Anatoli Karpov, URS-ch 1988, Queen's Gambit Declined: Three Knights Variation (D37), 1/2-1/2
- Efim Geller vs Vereslav Eingorn, Riga ch-SU 1985, Spanish Game: Closed Variations (C92), 0-1
- Vereslav Eingorn vs Viktor Kupreichik, Minsk 1987, Queen's Gambit Declined: Ragozin Defense (D38), 1-0
- Vereslav Eingorn vs David Bronstein, Ch URS (select) 1978, Tarrasch Defense: Swedish Variation (D33), 1-0

## Llibres
- Eingorn, Viacheslav. Decision-Making at the Chessboard.  Gambit Publications, 2003. ISBN 1-901983-87-0.
- Eingorn, Viacheslav. Creative Chess Opening Preparation.  Gambit Publications, 2006. ISBN 1-904600-58-1.
- Eingorn, Viacheslav. Chess Explained: The French.  Gambit Publications, 2008. ISBN 1-904600-95-6.